# Il lungo inverno (film 1992)
Il lungo inverno (El largo invierno) è un film del 1992 diretto da Jaime Camino.